# Schwielochsee (Gemeinde)
Schwielochsee, niedersorbisch Gójacki Jazor, ist eine amtsangehörige Gemeinde im südöstlichen Landkreis Dahme-Spreewald in Brandenburg. Sie wird vom Amt Lieberose/Oberspreewald mit Sitz in Straupitz (Spreewald) verwaltet.

## Geografie

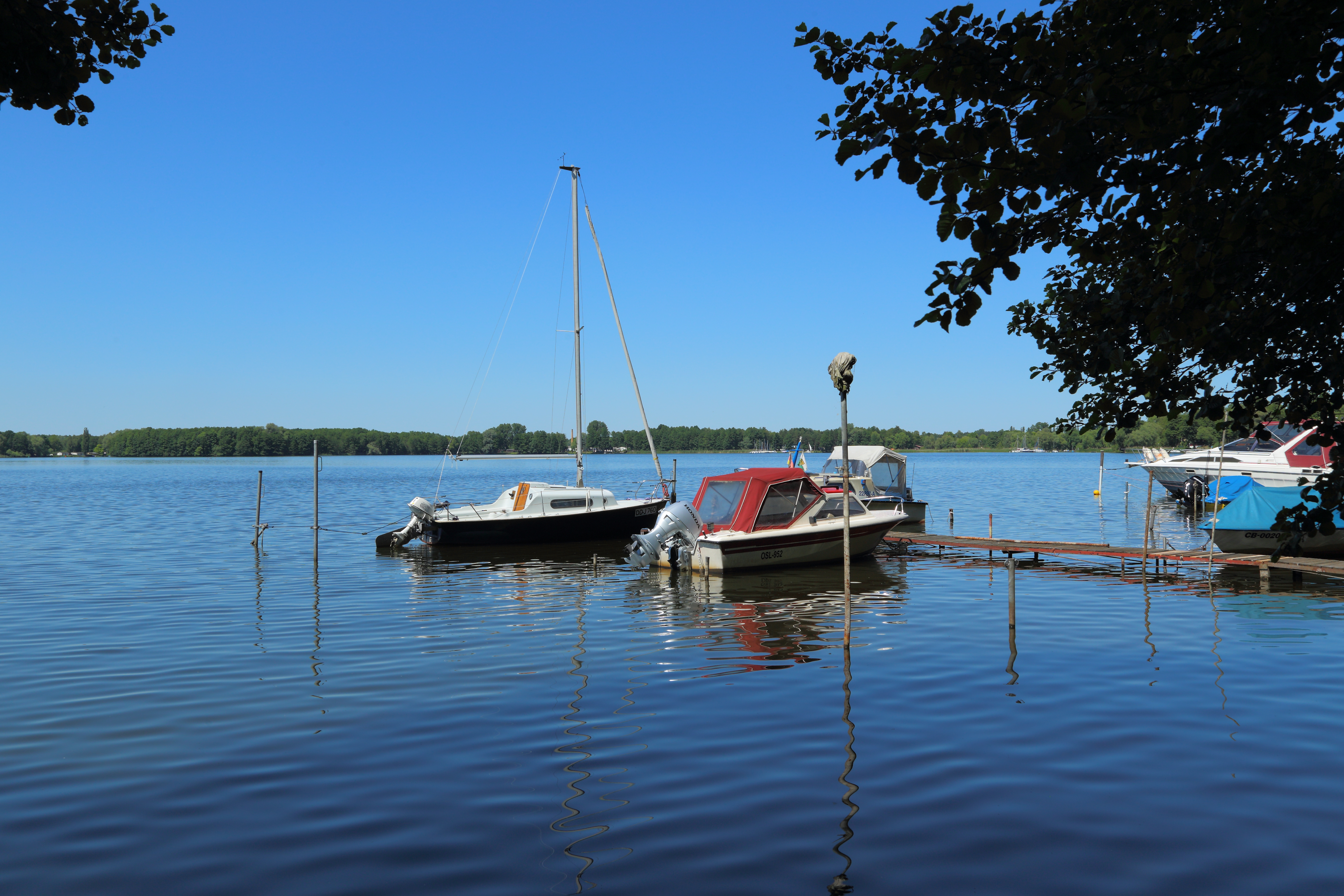
Kleiner Schwielochsee bei Goyatz

Die Gemeinde Schwielochsee liegt am Südufer des Schwielochsees am westlichen Rand der Lieberoser Heide, rund 25 Kilometer nördlich von Cottbus. Sie grenzt im Norden an Tauche und die Stadt Friedland, im Osten an die Stadt Lieberose, im Süden an Drachhausen, im Südwesten an Byhleguhre-Byhlen und Spreewaldheide und im Westen an Märkische Heide.
Der Ortsteile Goyatz und Mochow gehören zum amtlichen Siedlungsgebiet der Sorben/Wenden.

## Gemeindegliederung
Die Gemeinde gliedert sich in folgende Ortsteile, bewohnte Gemeindeteile und Wohnplätze (sorbische Namen in Klammern):
- Goyatz (niedersorbisch Gójac) mit den Gemeindeteilen Guhlen (Gólin) und Siegadel (Sekadło)
- Jessern und den Wohnplätzen Hoffnungsbay und Neubrück
- Lamsfeld-Groß Liebitz mit den Gemeindeteilen Groß Liebitz, Klein Liebitz und Lamsfeld
- Mochow (Mochow)
- Ressen-Zaue mit den Gemeindeteilen Ressen und Zaue und dem Wohnplatz Neumühle
- Speichrow

## Geschichte
Die heutigen Ortsteile der Gemeinde Schwielochsee gehörten seit 1816 zum Kreis Lübben (Spreewald) in der Provinz Brandenburg. Bei der DDR-Kreisreform im Juli 1952 kamen alle Dörfer außer Speichrow zum Kreis Lübben im Bezirk Cottbus, Speichrow wurde dem Kreis Beeskow im Bezirk Frankfurt (Oder) zugeordnet. Seit 1993 liegen die Orte im brandenburgischen Landkreis Dahme-Spreewald.
Die Gemeinde entstand im Zuge der kommunalen Neuordnung Brandenburgs am 26. Oktober 2003 aus dem Zusammenschluss der bis dahin selbstständigen Gemeinden Goyatz, Jessern, Lamsfeld-Groß Liebitz, Mochow, Ressen-Zaue und Speichrow.
Die Ortsteile Goyatz und Mochow gehören nach einer Entscheidung des Verwaltungsgerichts Cottbus vom 20. Dezember 2023 zum amtlichen sorbischen Siedlungsgebiet.
Ortsteile
Die Geschichte der Gemeinde Schwielochsee ist die Geschichte der heutigen Orts- und Gemeindeteile. Der Ortsteil Jessern wurde erstmals im Jahre 1470 urkundlich erwähnt. Der Ortsteil Goyatz wurde 1479 erstmals erwähnt. Er wurde 1937 in Schwieloch umbenannt und erhielt 1945 seinen alten Namen wieder. Die erste Nennung von Guhlen stammt aus dem Jahr 1517. Der Ortsteil Siegadel wurde 1440 erstmals urkundlich genannt; er hieß bis 1937 Syckadel.
Lamsfeld wurde 1449 erstmals erwähnt und war im ausgehenden Mittelalter und frühen Neuzeit der Sitz einer kleinen Adelsherrschaft bestehend aus vier bis fünf Dörfern. Groß Liebitz und Klein Liebitz wurden 1429 bzw. 1519 erstmals schriftlich erwähnt. Die Ersterwähnung von Mochow stammt von 1420. Ressen wurde im 16. Jahrhundert ursprünglich Brießk/Brisk/Brischk genannt. Im 18. Jahrhundert setzte sich die Schreibweise Ressen durch. Speichrow wurde 1406 erstmals genannt und gehörte zu den drei „Wasserdörfern“ Speichrow, Pieskow und Niewisch. Die Nennung eines Ortes namens Scowe (1350) und deren Zuordnung zu Zaue ist unsicher. Sicher ist dagegen die Nennung eines Ortes Czaw und deren Zuordnung zu Zaue von 1421.
Eingemeindungen
Bereits vor der Bildung der Gemeinde Schwielochsee fanden eine ganze Reihe von Eingemeindungen und Zusammenschlüssen statt.
| Ehemalige Gemeinden   | Datum / Anmerkung |
| --------------------- | --- |
| Goyatz (Gójac)        | 1. Januar 1974, Zusammenschluss mit Guhlen zu Goyatz-Guhlen 1. Juni 1997, Zusammenschluss aus Goyatz-Guhlen und Siegadel 26. Oktober 2003, Eingemeindung nach Schwielochsee |
| Goyatz-Guhlen         | 1. Juni 1997, Zusammenschluss mit Siegadel zu Goyatz |
| Groß Liebitz          | 1. Januar 1974, Zusammenschluss mit Lamsfeld zu Lamsfeld-Groß Liebitz |
| Guhlen                | 1. Januar 1974, Zusammenschluss mit Goyatz zu Goyatz-Guhlen |
| Jessern               | 26. Oktober 2003 |
| Klein Liebitz         | 1. Juli 1950, Eingemeindung nach Groß Liebitz |
| Lamsfeld              | 1. Januar 1974, Zusammenschluss mit Groß Liebitz zu Lamsfeld-Groß Liebitz                                                                                                   |
| Lamsfeld-Groß Liebitz | 26. Oktober 2003 |
| Mochow (Mochow)       | 26. Oktober 2003 |
| Ressen                | 15. Dezember 1966, Zusammenschluss mit Zaue zu Ressen-Zaue |
| Ressen-Zaue           | 26. Oktober 2003 |
| Siegadel              | 1. Juni 1997, Zusammenschluss mit Goyatz-Guhlen zu Goyatz |
| Speichrow             | 26. Oktober 2003 |
| Zaue                  | 15. Dezember 1966, Zusammenschluss mit Ressen zu Ressen-Zaue |

## Bevölkerungsentwicklung
| Jahr | Einwohner |
| ---- | --------- |
| 2003 | 1 699     |
| 2005 | 1 702     |
| 2010 | 1 613     |
| 2015 | 1 499     |
| 2020 | 1 501     |

| Jahr | Einwohner |
| ---- | --------- |
| 2021 | 1 486     |
| 2022 | 1 516     |
| 2023 | 1 499     |
| 2024 | 1 481     |

Gebietsstand des jeweiligen Jahres, Einwohnerzahl: Stand 31. Dezember (ab 1991), ab 2011 auf Basis des Zensus 2011, ab 2022 auf Basis des Zensus 2022

## Politik

### Gemeindevertretung
Die Gemeindevertretung von Schwielochsee besteht entsprechend der Einwohnerzahl der Gemeinde seit 2024 aus zwölf Gemeindevertretern und dem ehrenamtlichen Bürgermeister. Die Kommunalwahl am 9. Juni 2024 führte bei einer Wahlbeteiligung von 74,1 % zu folgendem Ergebnis:
| Partei / Wählergruppe           | Stimmenanteil 2019 | Sitze 2019 |        | Stimmenanteil 2024 | Sitze 2024 |
| ------------------------------- | ------------------ | ---------- | ------ | ------------------ | ---------- |
| Freie Bürgerliste Schwielochsee | 60,3 %             | 6          | 42,4 % | 5                  |            |
| Goyatzer Sportverein            | 27,5 %             | 3          | 40,1 % | 5                  |            |
| Einzelbewerberin Ilona Drews    | –                  | –          | 08,0 % | 1                  |            |
| Einzelbewerber Andreas Bulligk  | –                  | –          | 05,9 % | 1                  |            |
| Einzelbewerberin Sandra Gliese  | –                  | –          | 03,5 % | –                  |            |
| Einzelbewerber Harry Jelowik    | 12,3 %             | 1          | –      | –                  |            |
| Insgesamt                       | 100 %              | 10         | 100 %  | 12                 |            |

### Bürgermeister
- 2003–2008: Hellmut Trunschke (Einzelbewerber)[16]
- 2008–2014: Wolfgang Gliese (CDU)[17]
- seit 2014: Rainer Hilgenfeld (Einzelbewerber)[18]

Hilgenfeld wurde bei der Bürgermeisterwahl am 26. Mai 2019 ohne Gegenkandidat mit 83,6 % der gültigen Stimmen wiedergewählt. Am 9. Juni 2024 wurde er wiederum ohne Gegenkandidat mit 79,4 % der gültigen Stimmen in seinem Amt bestätigt. Seine Amtszeit beträgt fünf Jahre.

## Sehenswürdigkeiten

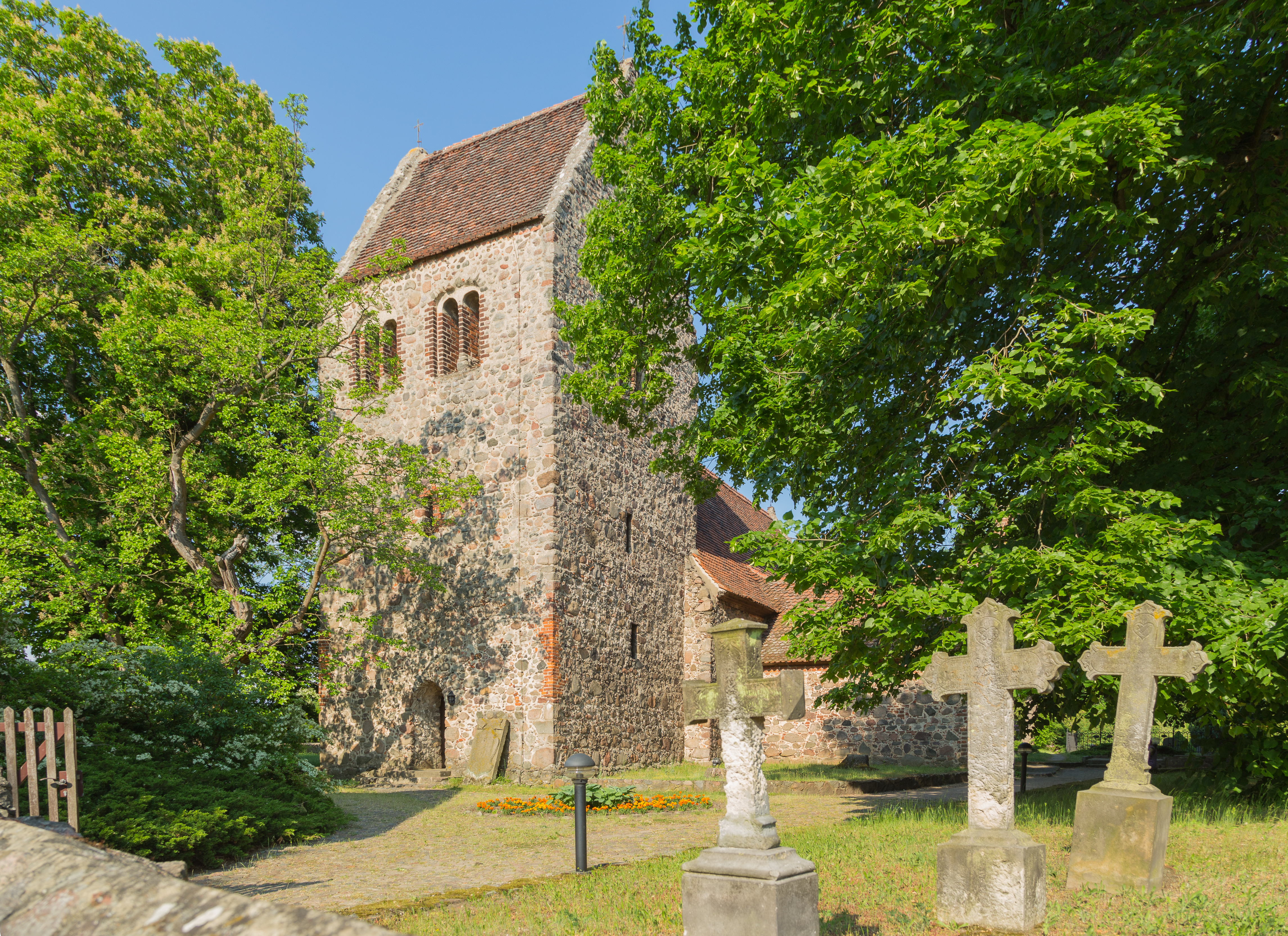
Dorfkirche Zaue

In der Liste der Baudenkmale in Schwielochsee und in der Liste der Bodendenkmale in Schwielochsee stehen die in der Denkmalliste des Landes Brandenburg eingetragenen Kulturdenkmale.
- Dorfkirche Mochow, neoromanische Saalkirche, die in den Jahren 1879 und 1880 errichtet wurde. Die Kirchenausstattung stammt aus der Bauzeit.
- Dorfkirche Zaue, spätromanische Feldsteinkirche mit einer umfassenden barocken Ausstattung, darunter ein Taufengel, den Tobias Mathias Beyermann im Jahr 1720 schuf.
- Ehemaliger Bahnhof der Spreewaldbahn in Goyatz aus dem Jahr 1898.
- Gedenkstein auf dem Friedhof an der Dorfstraße/Abzweigung am Bahnhof des Ortsteiles Goyatz für vier ermordete KZ-Häftlinge eines Todesmarsches, die im April 1945 von SS-Männern erschossen wurden.

## Verkehr

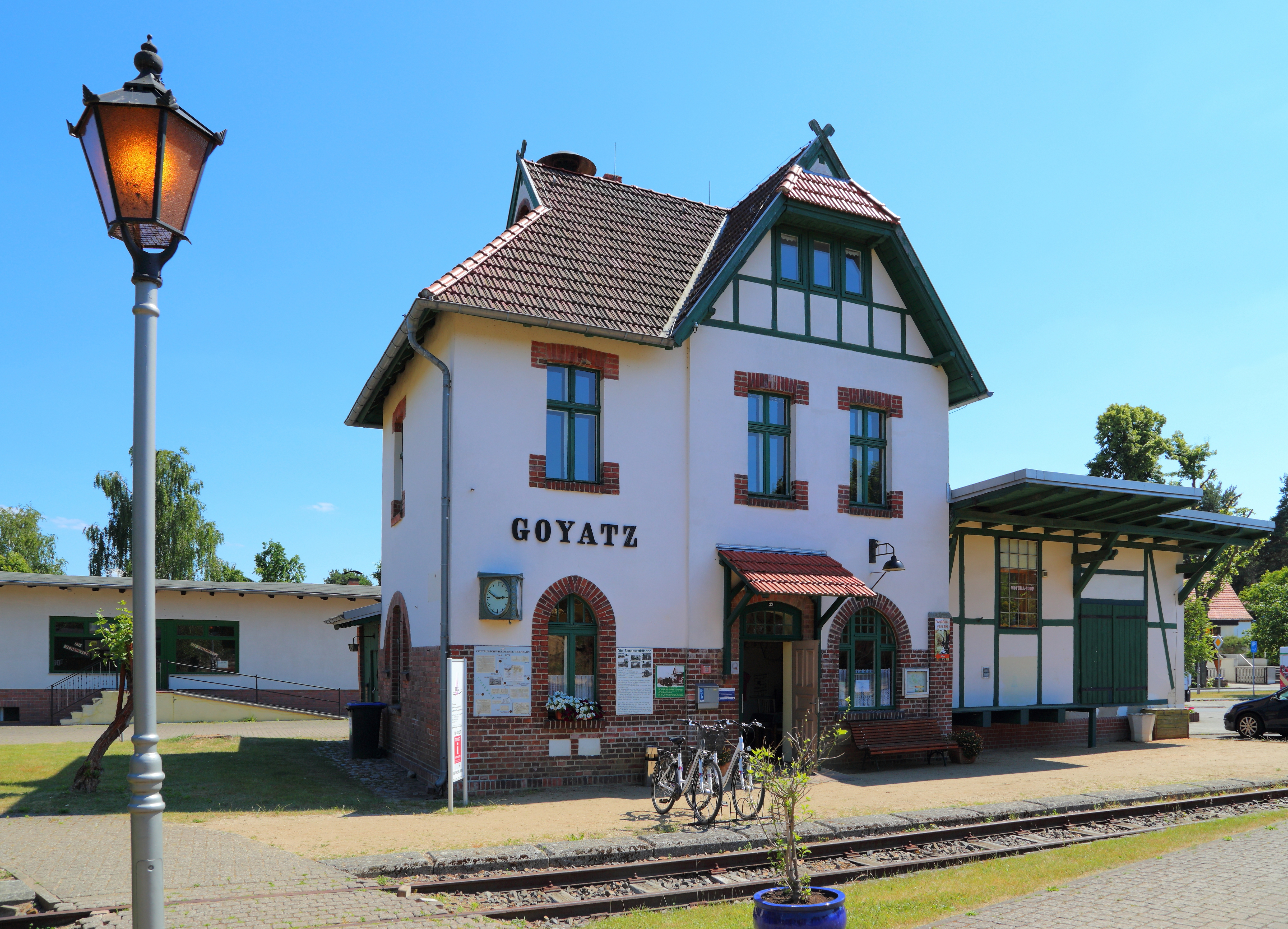
Bahnhof Goyatz

Der Ortsteil Goyatz und dessen Gemeindeteil Siegadel liegen an der Bundesstraße 320, die die Bundesstraße 87 und Lieberose miteinander verbindet. Die Landesstraßen 44, 441 und 442 beginnen bzw. enden im Gemeindegebiet.
Der Ortsteil Goyatz lag an der Spreewaldbahn. Die Bahnhöfe Siegadel und Goyatz wurden 1898 eröffnet, 1970 wurde der Personenverkehr eingestellt.

## Persönlichkeiten
- Emil Oskar Schulz (1846–1927), Brauereigutsbesitzer, geboren in Speichrow
- Ewald Schulz (1850–1906), Architekt, geboren in Speichrow
- Georg Schulz (1882–1937), Ministerialrat, geboren in Speichrow
- Hellmut Trunschke (1928–2025), Fußballtrainer und ehemaliger Bürgermeister von Schwielochsee, lebte in Goyatz